# مارک دونوهو
مارک دونوهو (انگلیسی: Mark Donohue؛ ۱۸ مارس ۱۹۳۷ – ۱۹ اوت ۱۹۷۵) یک اتومبیل‌ران فرمول ۱ اهل ایالات متحده آمریکا بود.